# Liste der Kulturdenkmäler in Dittershausen (Fuldabrück)
Die Liste der Kulturdenkmäler in Dittershausen (Fuldabrück) enthält alle Kulturdenkmäler im Ortsteil Dittershausen der nordhessischen Gemeinde Fuldabrück, die in der vom Landesamt für Denkmalpflege Hessen 2011 herausgegebenen Denkmaltopographie veröffentlicht wurden.

## Legende
- Bezeichnung: Nennt den Namen, die Bezeichnung oder die Art des Kulturdenkmals.
- Lage: Nennt den Straßennamen und wenn vorhanden die Hausnummer des Kulturdenkmals. Die Grundsortierung der Liste erfolgt nach dieser Adresse. Der Link „Karte“ führt zu verschiedenen Kartendarstellungen und nennt die Koordinaten des Kulturdenkmals.
- Datierung: Gibt die Datierung an; das Jahr der Fertigstellung bzw. den Zeitraum der Errichtung. Eine Sortierung nach Jahr ist möglich.
- Beschreibung: Nennt bauliche und geschichtliche Einzelheiten des Kulturdenkmals, vorzugsweise die Denkmaleigenschaften.
- Objekt-Nr: Gibt, sofern vorhanden, die vom Landesamt für Denkmalpflege vergebene Objekt-ID des Kulturdenkmals an.

## Denkmalliste
| Bild                         | Bezeichnung                        | Lage                                       | Beschreibung | Bauzeit                 | Objekt-Nr. |
| ---------------------------- | ---------------------------------- | ------------------------------------------ | --- | ----------------------- | ---------- |
| Bild gesucht BW              | Gesamtanlage historischer Ortskern | Gesamtanlage (siehe Beschreibung) Lage     | Gesamtanlage historischer Ortskern: An den Höfen 1, 3-5, 2-6, 8; Graben 1-9; Schmiedegasse 1-5, 2, 4; Schulstraße 2-6 | 1. Hälfte 18. Jh.       | 87786 DDB  |
| Wohn- und Wirtschaftsgebäude | Wohn- und Wirtschaftsgebäude       | An den Höfen 1 LageFlur: 6, Flurstück: 34  | Wohn- und Wirtschaftsgebäude einer Hofanlage in zweigeschossiger Rähmbauweise                                         | 1. Drittel 19. Jh.      | 87428 DDB  |
| Wohnhaus                     | Wohnhaus                           | An den Höfen 8 LageFlur: 6, Flurstück: 19  | Zweigeschossiges Wohnhaus einer dreiseitigen Hofanlage mit Backsteinerd- und Fachwerkobergeschoss                     | Letztes Drittel 18. Jh. | 87429 DDB  |
| weitere Bilder               | Ev. Kirche                         | Graben LageFlur: 6, Flurstück: 31          | Evangelische Kirche                                                                                                   | Bez. 1843               | 87430 DDB  |
| Bild gesucht BW              | Fachwerkwohnhaus                   | Schmiedegasse 2 LageFlur: 6, Flurstück: 26 | Zweigeschossiges Fachwerkwohnhaus                                                                                     | 2. Hälfte 18. Jh.       | 87431 DDB  |